# مدیاهاوس
مدیاهاوس (انگلیسی: Mediahuis) شرکت رسانه‌ای بلژیکی است، که در سال ۲۰۱۴ تأسیس شد.